# Lliga catalana de bàsquet masculina 1998-1999
Fou la 19a edició de la Lliga catalana de bàsquet. Aquesta temporada encara es redueix més la participació, només participant els equips ACB, pel que la Lliga es va convertint en poc més que un torneig de preparació per la temporada.
Pel que fa al torneig, es va repetir la final de l'any anterior, amb victòria aquesta vegada per la Penya.

## Semifinals
| Equip 1  | Marcador | Equip 2   |
| -------- | -------- | --------- |
| Joventut | 101–88   | Girona    |
| Manresa  | 79–70    | Barcelona |

| 2 setembre 1998 | Club Joventut de Badalona                                                   | '101'–88 | CB Girona                                                        | Pavelló Olímpic de Badalona, Badalona Assistència: 2.672 espectadors Àrbitres: Mitjana, Fernández, Guirau |
| 2 setembre 1998 | Resultat per meitats: 55-38, 46-50                                          |          |                                                                  | Pavelló Olímpic de Badalona, Badalona Assistència: 2.672 espectadors Àrbitres: Mitjana, Fernández, Guirau |
| 2 setembre 1998 | Pts: Middletton 20 Rebs: Madkins 7 Assist: Corrales 6 Rec: García, Grimau 3 |          | Pts: Jofresa 21 Rebs: Stewart 10 Assist: Jofresa 4 Rec: Darnés 3 | Pavelló Olímpic de Badalona, Badalona Assistència: 2.672 espectadors Àrbitres: Mitjana, Fernández, Guirau |

| 3 setembre 1998 | Bàsquet Manresa                                               | '79'–70 | FC Barcelona                                                           | Pavelló Nou Congost, Manresa Assistència: 4.500 espectadors Àrbitres: Amorós, Alzúria, Martínez |
| 3 setembre 1998 | Resultat per meitats: 45-38, 34-32                            |         |                                                                        | Pavelló Nou Congost, Manresa Assistència: 4.500 espectadors Àrbitres: Amorós, Alzúria, Martínez |
| 3 setembre 1998 | Pts: Mott 26 Rebs: Mills 9 Assist: Jones, Creus 4 Rec: Mott 4 |         | Pts: Esteller 22 Rebs: Alston 10 Assist: Djordjevic 3 Rec: Rodríguez 3 | Pavelló Nou Congost, Manresa Assistència: 4.500 espectadors Àrbitres: Amorós, Alzúria, Martínez |

## Final
| 9 setembre 1998 20:30 | Club Joventut de Badalona                                                | '86'–71 | Bàsquet Manresa                                                                            | Palau d'Esports de Granollers, Granollers Assistència: 4.000 espectadors Àrbitres: Mas, Martín, Galerón |
| 9 setembre 1998 20:30 | Resultat per meitats: 47–18, 39–53                                       |         |                                                                                            | Palau d'Esports de Granollers, Granollers Assistència: 4.000 espectadors Àrbitres: Mas, Martín, Galerón |
| 9 setembre 1998 20:30 | Pts: Middletton 15 Rebs: Middletton 8 Assist: Corrales 9 Rec: Corrales 3 |         | Pts: Mills 21 Rebs: Mills, Mott 9 Assist: Vázquez 4 Rec: Capdevila, Moya, Vázquez, Mills 3 | Palau d'Esports de Granollers, Granollers Assistència: 4.000 espectadors Àrbitres: Mas, Martín, Galerón |